# Rathaus (Ayr)

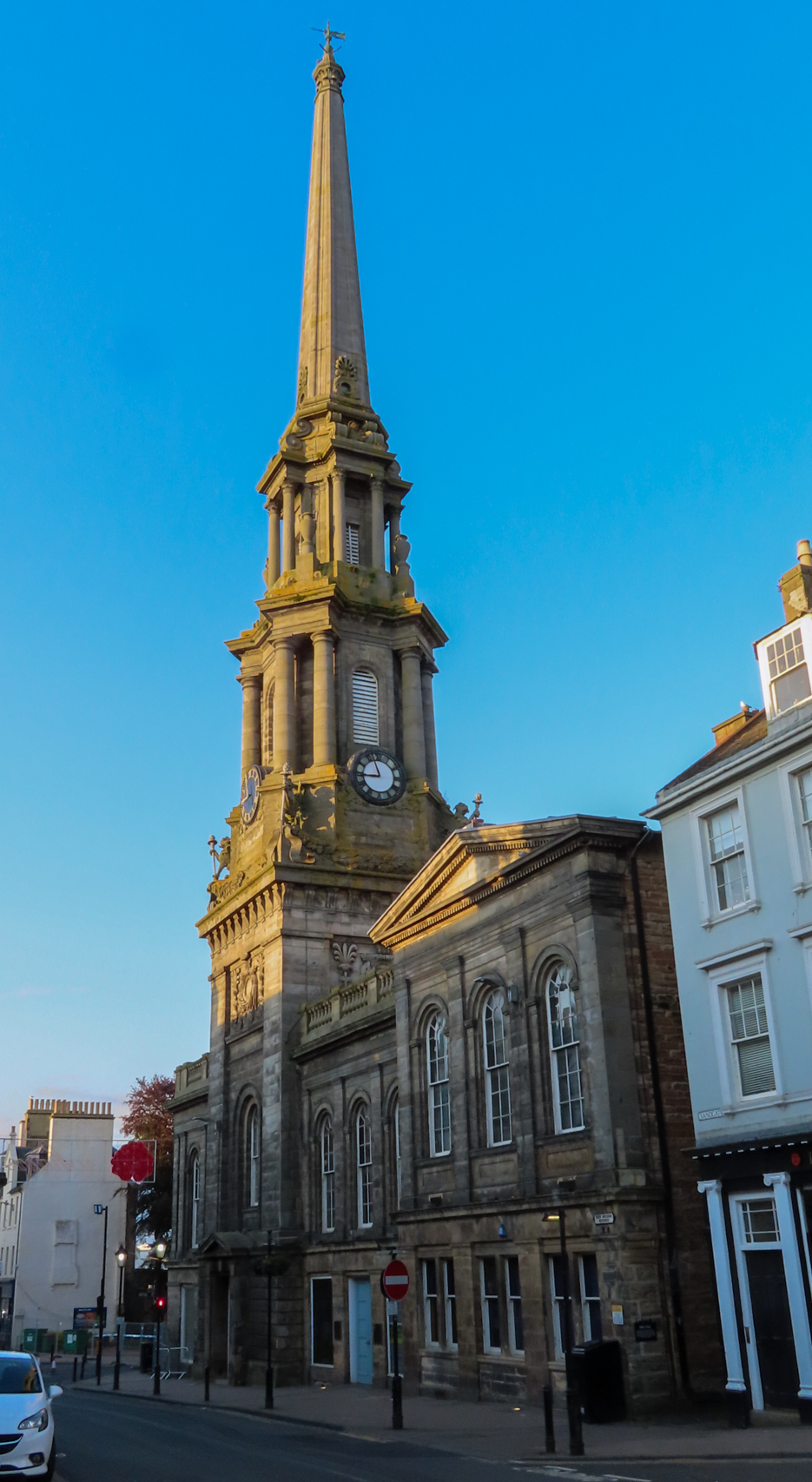
Rathaus von Ayr

Das Rathaus von Ayr, englisch Ayr Town Hall, befindet sich im Zentrum der schottischen Stadt Ayr in der Council Area South Ayrshire. 1980 wurde das Gebäude in die schottischen Denkmallisten in der höchsten Kategorie A aufgenommen.

## Geschichte
Im Jahre 1824 wurde festgestellt, dass die alte Zollstelle der Stadt in der Sandgate niedergerissen werde müsse. Aus diesem Grund wurde der schottische Architekt Thomas Hamilton mit der Standortsuche beauftragt. Wahrscheinlich fiel die Wahl auf Hamilton, da dieser sechs Jahre zuvor das Robert Burns Monument in Alloway gestaltete. Nach vollzogener Standortwahl wurde 1825 die alte Zollstelle niedergerissen. Der Grundstein des Rathauses wurde am 3. April 1828 gelegt. Der Bauunternehmer Archibald Johnston führte die Arbeiten aus, die bis 1830 andauerten. Der Glockenturm wurde jedoch erst 1832 fertiggestellt. Die Gesamtkosten beliefen sich auf 9965 £. Mears & Stainbank aus London gossen 1830 die größere der beiden Glocken.

## Beschreibung
Das Gebäude liegt an der Kreuzung zwischen High Street und Sandgate (A719), zwei der Hauptverkehrsstraßen im Zentrum von Ayr. Es vereint sowohl stilistische Merkmale der Neorenaissance als auch der klassizistischen Architektur. Der fünfstöckige, rund 69 m hohe Glockenturm bildete eine Landmarke in Ayr. Er ist aufwändig ornamentiert und mit kolossalen umlaufenden Pilastern und einem Fries mit Triglyphen gestaltet. Auf Höhe der Turmuhren nimmt der Turm einen oktogonalen Grundriss an. Die Kanten sind mit dorischen Säulen gearbeitet. Darauf sitzen Greifen. Korinthische Säulen tragen den spitzen, oktogonalen Helm. Eine ionische Kolonnade sowie Pilaster gliedern die Fassaden des zwei- bis dreistöckigen Rathauses. Im ersten Obergeschoss sind Rundbogenfenster verbaut. Das Gebäude schließt mit schiefergedeckten Dächern.